# Démence
 Mise en garde médicale
La démence (du latin dementia signifiant « folie ») ou trouble neurocognitif majeur est une perte ou réduction des capacités cognitives suffisamment importante pour retentir sur la vie d'un individu et entraîner une perte d'autonomie. Les fonctions cérébrales particulièrement atteintes peuvent être la mémoire, l'attention, et le langage. Elle peut être temporaire, à la suite d'une lésion cérébrale majeure ou d'un déclin psychologique à long terme.
Le terme de démence, en médecine, est un terme technique qui ne doit pas être confondu avec la signification commune de ce terme dans le langage courant (folie furieuse). Les démences sont synonymes de neurodégénérescences. Elle est classiquement définie comme un affaiblissement psychique profond, global et progressif qui altère les fonctions intellectuelles fondamentales et désintègre les conduites sociales. Elle atteint la personnalité en ce qui concerne le fait d'« être raisonnable », c'est-à-dire dans le système de ses valeurs logiques, de connaissances, de jugement et d'adaptation au milieu social. La démence a d'abord été définie par son caractère de déchéance progressive, incurable. La démence contribue significativement à l’invalidité et à la dépendance chez les personnes âgées et était la septième cause de décès en 2023. Les progrès thérapeutiques depuis le début du XXe siècle (par exemple avec traitement de la paralysie générale) ont permis de relativiser cette image. Au moins dans les pays occidentaux (où ce fait a été documenté en 2025), le risque de démence semble diminuer chez les générations les plus jeunes, même à âge égal. Il n'en reste pas moins que « spontanément » la démence évolue vers une aggravation progressive et la déchéance psychique terminale (Henri Ey, 1970) avec un risque augmentant avec l'âge. 

## Sémantique médicale
L’expression « trouble neurocognitif majeur », a officiellement remplacé le terme « démence » dans la classification médicale avec la publication du DSM-5 (Diagnostic and Statistical Manual of Mental Disorders) en mai 2013. Cette modification a été proposée par un groupe d’experts afin de mieux refléter la diversité des atteintes cognitives et d’éviter la connotation négative du mot « démence ».
Le DSM-5 distingue désormais :
- le trouble neurocognitif majeur (anciennement démence) : altération cognitive significative entraînant une perte d’autonomie ;
- le trouble neurocognitif léger : altération cognitive mesurable mais sans perte d’autonomie pour le patient.

Cette évolution sémantique a été adoptée progressivement dans les pratiques médicales et les recommandations officielles, notamment en France, où la Haute Autorité de Santé (HAS) utilise cette terminologie dans ses guides depuis 2018.

## Historique
À la fin du XIXe siècle, la démence était un concept clinique plus étendu, qui impliquait maladie mentale et plusieurs incapacités psychosociales incluant les cas qui peuvent être réversibles. La démence se réfère à un individu ayant perdu la « raison », et s'applique également à certaines maladies mentales, des maladies « organiques » comme la syphilis qui peuvent causer de graves séquelles cérébrales et la démence associée à l'âge gériatrique.
La démence chez les aînés, souvent appelée à tort démence sénile ou sénilité, reflète l'idée répandue mais fausse, que le grave déclin des facultés mentales serait liées au processus normal de vieillissement. En 1907, une maladie organique connue sous le nom de maladie d'Alzheimer a été décrite. Elle a été associée à des changements cérébraux microscopiques.
Durant les périodes 1913-1920, la schizophrénie est définie, et le terme de démence précoce a été suggéré pour qualifier le développement de la démence de type sénile dès le plus jeune âge.
En 1976, le neurologue Robert Katzman indique qu'il y aurait une connexion entre la « démence sénile » et la maladie d'Alzheimer. Katzman pense que la plupart des démences séniles qui surviennent (par définition) après 65 ans, sont pathologiquement identiques à la maladie d'Alzheimer avant l'âge de 65 ans et ne devraient néanmoins pas être traitées différemment. Il note le fait que la « démence sénile » n'était pas considérée comme une maladie, mais qu'elle fait plutôt partie de la vieillesse. Katzman croit ainsi que la maladie d'Alzheimer, si celle-ci survient à l'âge de 65 ans, est répandue, et non rare, et la cinquième, voire quatrième, cause principale de mortalité.
Au XXIe siècle, un nombre d'autres types de démence ont été différenciés de la maladie d'Alzheimer et des démences vasculaires (les deux formes les plus communes). Cette différence est basée sur l'examen anatomopathologique des tissus cérébraux et notamment de leur symptomatologie. Les différentes formes de démence ont un pronostic différent, et diffèrent également par leurs facteurs de risques épidémiologiques. Les causes étiologiques, incluant celles de la maladie d'Alzheimer, restent cependant inconnues.
Selon les recommandations de l'HAS, en 2018, le terme démence est remplacé par trouble neurocognitif majeur.

## Signes et symptômes
La démence n'est pas seulement un problème de mémoire, mais aussi de désorientation, de perte de capacité à apprendre, à retenir ou à se rappeler les expériences passées. Elle cause également un trouble des pensées, des sensations et activités. Ces problèmes mentaux et comportementaux peuvent gravement diminuer la qualité de vie des patients, et de l'entourage. Quand la démence empire, les individus peuvent se négliger eux-mêmes, crier, se lamenter, mettre leur santé en péril, devenir incontinents.
La dépression affecte 20–30 % des individus souffrant de démence, et environ 20 % d'entre eux souffrent d'anxiété. La psychose (souvent, sentiments de persécution) et l'agitation/humeur agressive accompagnent souvent la démence. Ces troubles de l'humeur peuvent être traités indépendamment.
Dans les stades évolués de la démence, les individus sont généralement désorientés dans le temps (ignorant le jour, la semaine, le mois ou l'année) et dans l'espace (ignorant où ils se trouvent), ne reconnaissent plus des personnes familières, et ont des difficultés croissantes à communiquer, souvent avec des troubles du comportement. Certains troubles du comportement (rire sans raison apparente, parler tout seul, agitations, râles, cris et lamentations notamment) semblent combler un besoin, communiquer un besoin et/ou résulter d'une frustration ou d'autres affects négatifs tels qu'une intense douleur morale.
Les symptômes sont réversibles ou irréversibles, selon l'étiologie de la maladie. Moins de 10 % des cas ont des causes pouvant être soignées par traitement. Les formes les plus communes de démence incluent : maladie d'Alzheimer, leucoaraïose, dégénérescence lobaire frontotemporale, démence sémantique et maladie à corps de Lewy. Il est également possible qu'un patient puisse montrer d'autres caractéristiques de démence.

## Épidémiologie, tendances

Espérance de vie corrigée de l'incapacité concernant les démences sur 100000 habitants en 2002.
no data
≤ 50
50-70
70-90
90-110
110-130
130-150
150-170
170-190
190-210
210-230
230-250
≥ 250

Analyser les différences régionales et temporelles dans les taux de démence selon l’âge, ainsi que leurs projections futures, est essentiel pour anticiper les besoins en santé. Les estimations varient selon les époques et les sources, certaines annonçant plutôt une baisse,,, ; d'autres au contraire annoncent une hausse de la prévalence, ; et d'autres encore une possible stabilité de la prévalence, ; selon Xiaoxue Dou et al. (2025), ces études sont limitées par un manque de données homogènes et récentes pour un grand nombre de pays, et un manque de suivi par cohorte,. 
Une étude de 2005 estime la prévalence globale de la démence à 24,3 millions, avec 4,6 millions de nouveaux cas de démence par an. Le nombre d'individus affecté pourrait doubler à 81,1 millions d'ici 2040. La plupart se trouvent dans les pays développés. Par ailleurs, 60-70 % des individus atteints de démences souffriraient de la maladie d'Alzheimer. Vers 2005, les troubles cognitifs modérés atteindraient un peu moins du quart des personnes âgées de plus de 70 ans aux États-Unis. 

L'évolution vers un tableau démentiel concernerait 10 % de ces personnes par an. Au début des années 2020, elle était, selon l'OMS, la septième cause de décès (donnée 2023). 
La tendance générale est à une hausse du nombre de cas dans le monde, en raison de la démographie et de l'augmentation globale de l'espérance de vie : des épidémiologistes annoncent environ 152,8 millions (IC à 95 %, 130,8 millions à 175,9 millions) de cas de démence d’ici 2050 (avec près de 10 millions de nouveaux cas par an à prendre en charge),.
Plus on est âgé, plus le risque de démence augmente, mais des observateurs[Lesquels ?] notent en 2025 que « les différences dans la prévalence globale de la démence au fil du temps ne peuvent pas être expliquées uniquement par l’âge », : à âge égal — au moins dans le monde occidental — pour des raisons encore incomplètement comprises, il augmente moins qu'autrefois. Les générations récentes sont en effet statistiquement moins touchées par le risque de démence en vieillissant. C'est la conclusion d'une vaste étude transversale, basée sur trois enquêtes comparables qui ont inclus 99 420 personnes aux États-Unis, 21 069 personnes en Europe et 32 490 personnes en Angleterre, publiée en juin 2025 par la revue JAMA : les personnes de 71 ans et plus, issues de cohortes de naissance plus récentes sont moins touchées par la démence aux États-Unis (21,2 %), en Europe (38,9 %) et en Angleterre (28,3 %). Cette tendance était plus prononcée chez les femmes que chez les hommes et les taux et rythmes diffèrent selon les zones géographiques considérées, mais cette différence tend à se réduire, peut-être « en partie par l’augmentation du niveau de scolarité des femmes et des filles par rapport aux décennies précédentes », l’un des principaux « facteurs de risque modifiables » de la démence. Ainsi, aux États-Unis, dans la cohorte des 81-5 ans, 25,1 % des gens nés entre 1890 et 1913 souffraient de démence, contre 15,5 % chez ceux nées après la première guerre mondiale, entre 1939 et 1943. Ceci confirme qu'il existe des facteurs environnementaux à la démence.
| Région/Pays | Cohorte ancienne | Taux (%) | Cohorte récente | Taux (%) |
| ----------- | ---------------- | -------- | --------------- | -------- |
| États-Unis  | 1890–1913        | 25,1     | 1939–1943       | 15,5     |
| Europe      | 1934–1938        | 30,2     | 1939–1943       | 15,2     |
| Royaume-Uni | 1924–1928        | 15,9     | 1934–1938       | 14,9     |

## Diagnostic

### Diagnostic clinique
Le diagnostic repose sur les critères de démence du Manuel diagnostique et statistique des troubles mentaux (DSM-IV). La recherche de ces critères impose une évaluation de plusieurs fonctions cognitives. Des outils simples pouvant être utilisés en médecine non spécialisée ont été mis au point pour aider le diagnostic de démence.
Les recommandations de la Haute Autorité de santé (France) préconisent la réalisation du MMS pour évaluer l'état cognitif sans que cela ne préjuge du diagnostic. Toute personne présentant un trouble neurocognitif identifié par un médecin généraliste doit consulter un médecin spécialiste de la mémoire (consultation mémoire), celui-ci posera un diagnostic étiologique.
D'autres tests de repérage, simples, peuvent être réalisés en pratique quotidienne : Le test Codex est un test simple et rapide, réalisable en trois minutes qui permet d'approcher avec une très bonne fiabilité le diagnostic de démence. Sa sensibilité est de 92 % et sa spécificité de 85 % par rapport aux critères de référence du DSM-IV.
Le MoCA (« Montreal Cognitive Assessment ») est une batterie de tests rapide (10 minutes) qui explore différentes fonctions cognitives et qui a l'avantage d'être validé dans de nombreuses langues.
Une évaluation neuropsychologique approfondie peut être réalisée par des psychologues spécialisés (neuropsychologues) permettant de caractériser précisément les fonctions psychologiques altérées et préservées (cognitions, affects, émotions, personnalité).
Il n'y a aucun examen complémentaire qui puisse aider au diagnostic de démence, qui reste un diagnostic posé sur la clinique. En particulier, ni la biologie, ni l'imagerie cérébrale n'apportent de contribution au diagnostic positif de démence.

### Diagnostic différentiel
Une dépression de la personne âgée peut mimer un syndrome démentiel (on parle alors de « pseudo-démence du sujet âgé »), ou l'accompagner. Le taux de suicide est, au Danemark, trois à dix fois plus élevé chez les personnes âgées atteintes de démence, après que cette maladie a été diagnostiquée chez elles, probablement parce qu'elles connaissent l'évolution de la maladie. Ces sujets ne veulent pas devenir un poids pour leurs proches à la suite de la perte de leurs capacités cognitives. Celui qui passe à l'acte laisse généralement préalablement entendre qu'il pense qu'il serait meilleur pour ses proches qu'il soit mort, notent les chercheurs.
Même sans diagnostic médical de démence préalable, le déclin lent des fonctions cognitives (d'origine démentielle ou non) d'un patient peut entraîner une dépression.

## Causes
Elles sont multiples et pour partie encore mal comprises.
Selon la littérature scientifique disponible en 2023, « les 12 principaux facteurs de risque actuels et potentiellement modifiables de démence (identifiés par la « Commission Lancet 2020 sur la prévention et la prise en charge de la démence »,) ne peuvent expliquer que 40 % de la prévalence de la démence » (incluant notamment une faible scolarité, l'hypertension, les troubles auditifs, le tabagisme, l'obésité, la dépression, l'inactivité physique, le diabète, le manque de contact social, la consommation excessive d'alcool, le traumatisme crânien et la pollution de l'air. Des modélisations laissent penser qu'agir en amont sur ces facteurs par la prévention en santé, le sevrage tabagique, le traitement de l'hypertension, l'accès généralisé aux aides auditives, pourrait réduire l'incidence de la démence tout en générant des économies dans les systèmes de santé. Ces résultats reposaient surtout sur des données observationnelles sans évaluation complète des conséquences épidémiologiques des variations de prévalence de ces risques, ce pourquoi une étude de cohortes populationnelles suivies dans le temps, avec des méthodes constantes d'évaluation, afin d'examiner les changements dans la prévalence et l'incidence de la démence, ainsi que l'évolution des facteurs de risque établis à travers le calcul de fractions attribuables à la population (ou PAFs pour Population Attributable Fraction) a été lancée, dont les conclusions pourront servir à mieux orienter les politiques publiques de santé.
Les chercheurs s'accordent à dire que la démence est toujours — au moins en partie — liées à une dégradation du système nerveux central, généralement dans un contexte de pathologies systémiques (lupus, maladie de Gougerot-Sjögren), de syndromes bien définis (maladies d'Alzheimer, démence frontotemporale, maladie de Parkinson, démence striatale ou maladie de Creutzfeldt-Jakob/maladie de la vache folle le plus souvent) ; 10 % des cas étaient des « démences vasculaires » (2e cause de démence après la maladie d'Alzheimer) (qui présentent des similitudes avec la maladie d'Alzheimer) et parfois en lien avec une ou plusieurs causes environnementales, dont : 
- la pollution de l'air : une méta-analyse publiée en juillet 2025 dans The Lancet Planetary Health, basée sur 51 études ayant porté sur près de 30 millions de personnes vivant principalement dans des pays à revenu élevé, confirme les résultats de nombreuses études, revues de la littérature et méta-analyses antérieures[43],[44],[45],[46],[47] : une exposition prolongée à certains polluants de l'air expose bien à un risque accru de démence (démence vasculaire notamment). Trois polluants (particules fines (PM2.5) ; dioxyde d'azote (NO₂) ; suies) sont plus fortement associés au déclin cognitif, probablement via l'inflammation cérébrale et le stress oxydatif qui dégradent les neurones. Ces études se basent généralement sur l'adresse de résidence, ce qui induit des limites méthodologiques (en manquant l'exposition au travail, dans les transports)...La Fédération Alzheimer Monde, afin de mieux protéger la santé cognitive des populations vieillissantes. Habiter près d'une route fréquentée expose aussi à d'autres pathologies du système nerveux[48] et cardiovasculaires[49] ;
- la pollution sonore : selon une étude récente (2020) de l'université du Michigan, qui confirme de précédents travaux[50], vivre longtemps dans un environnement bruyant (souvent également pollué, le bruit étant souvent généré par la circulation ou un environnement industriel) est associé à un risque accru de développer une démence de type maladie d'Alzheimer[51]. Une hausse du bruit ambiant moyen de 10 décibels augmenterait de 36 % le risque de déficience cognitive légère, et de 29 % le risque de maladie d'Alzheimer. La performance cognitive globale des personnes de l'étude exposées au bruit était inférieure, cette infériorité étant principalement associée à la diminution de leur vitesse de perception mais pas toujours à un déclin cognitif[51].

Les symptômes peuvent cacher divers types de problème sous-jacent, génétiques, neuronaux, microbiens, alimentaires, sociopsychologiques (douleur, dépression, anxiété, ennui/isolement social, personnalité instable ou prémorbide, stress post-traumatique, déshydratation) dont certaines peuvent trouver des solutions non-pharmacologiques... Les causes peuvent être explorées via des marqueurs biologiques (comme les marqueurs du LCR), ou par l'imagerie cérébrale (IRM ou imagerie métabolique). Les causes sont parfois infectieuses (ex : Neurosyphilis), notamment chez le sujet jeune Selon Paulin & Pasquier (2012) « Plus l'âge de début est précoce, plus les causes génétiques et métaboliques, potentiellement traitables, sont fréquentes ».

## Prévention
Une vie saine, caractérisée par une alimentation saine, l'absence de tabagisme et d'alcoolisme, la pratique d'activités physiques, avec absence de diabète, d'isolement social et de dépression diminue le risque de démence, mais une étude publiée en 2019, basée sur l'incidence de la démence chez 6 352 Néerlandais de 55 ans et plus, a montré que ce bénéfice disparaît « chez les personnes présentant une prédisposition génétique élevée à la maladie ».
Quelques études ont estimé qu'une consommation modérée d'alcool (bière, vin, ou autres boissons alcoolisées) pourrait peut-être réduire les risques de démence,, mais leurs résultats sont controversés (pouvant être biaisés par d’autres facteurs tels que le niveau d’éducation, de vie sociale, d'alimentation, etc.), et cette prise d'alcool, même à faible dose, induit alors un risque accru de cancer. Les recommandations officielles récentes (comme celles du NHS) conseillent de ne pas commencer à boire d'alcool, pour mieux prévenir la démence, car les preuves qu'une faible quantité d'alcool diminue le risque de démence sont insuffisantes, et les risques associés pour la santé dépassent les bénéfices potentiels.
Une alimentation humaine de type régime méditerranéen peut possiblement réduire les risques, notamment dans le déclin cognitif lié à l'âge chez des Espagnols à forts risques cardiovasculaires où le régime méditerranéen non seulement aboutit à de meilleurs résultats cognitifs comparé à un simple régime pauvre en graisse mais aussi améliore les performances cognitives après 6 ans de régime riche en huile d'olive et noix. L'effet semble être dû à la richesse en antioxydants qui réduisent les radicaux oxydatifs et contreraient ainsi le stress oxydatif qui est toxique pour le cerveau, que ce soit pour les vaisseaux nourriciers des neurones ou pour les neurones directement,.
Une étude a démontré un lien entre la pression artérielle sanguine élevée et le développement de la démence. L'étude, publiée dans le journal Lancet Neurology de juillet 2008, affirme que les médicaments baissant la pression du sang réduisaient la démence de 13 %,,.
Des activités cognitives pratiquées régulièrement peuvent réduire le risque de démence vasculaire ou d'Alzheimer : apprentissage d'une nouvelle langue, pratique de jeux de société, ou d'un instrument de musique. En 2012, une étude a montré que les personnes âgées utilisant des ordinateurs semblent avoir un risque réduit de démence.

## Types de démences connues
- Démence de la maladie d'Alzheimer
- Démence à corps de Lewy
- Démences liées à des syndromes Parkinsoniens
- Démence vasculaire
- Démence frontotemporale
- Démence sémantique
- Démence liée à l'atrophie corticale postérieure
- Démence de l'encéphalopathie TDP-43 à prédominance limbique liée à l'âge
- Démence de la chorée de Huntington, maladie autosomique dominante accompagnée d’un déclin auditif

La « démence sénile », terme désormais peu employé par les professionnels et rejeté par certains d'entre eux,, désigne toute forme de démence survenant chez une personne âgée, quelle qu'en soit la cause.

## Démences curables
Certaines démences sont évitables (démence alcoolique par exemple). Peu de démences sont curables une fois installées (1,5 % environ à ce jour) ;
Les traitements les plus fréquents sont alors :
- neurochirurgicaux ; en cas de tumeurs bénignes, hydrocéphalie chronique de l’adulte (dite « à pression normale »), hématome sous-dural, causes qui sont aisément révélées par l’imagerie cérébrale ;
- antibiotiques ou médicamenteuses ; en cas de démence infectieuse (syphilis, VIH, neuroborréliose de Lyme, maladie de Whipple) ;
- endocriniens ou carentiels (rarement efficaces mais permettant de rendre certaines démences réversibles).

La guérison du malade n'est cependant pas toujours complète ou durable. Il est parfois au moins possible de traiter des affections concomitantes réversibles (qui selon Michel & Sellal en 2011, aggraveraient la démence dans près d’un quart des cas).

## Coûts sociétaux
En 2019, le fardeau économique mondial de cette état pathologique atteignait 1,3 trillion de dollars américains (USD) et, selon l'OMS devrait atteindre 2,8 trillions de dollars américains d’ici 2030 ,.

## Divers
Depuis juillet 2007, dans le cadre du Plan national Maladies rares (PNMR), un centre de référence a été labellisé pour la prise en charge des personnes atteintes des démences rares suivantes : démence ou dégénérescence fronto-temporale (DFT), paralysie supranucléaire progressive (PSP), dégénérescence cortico-basale (DCB) et aphasie primaire progressive (APP). Ce centre de référence des Démences Rares, est localisé à l'hôpital de la Salpêtrière à Paris et travaille en collaboration avec 12 centres de compétence régionaux, pour améliorer la prise en charge des patients et des familles sur toute la France.